# Chinesische Beachhandball-Nationalmannschaft der Frauen
Die chinesische Beachhandball-Nationalmannschaft der Frauen repräsentiert den Chinesischen Handballverband als Auswahlmannschaft auf internationaler Ebene bei Länderspielen im Beachhandball gegen Mannschaften anderer nationaler Verbände.
Als Unterbau fungieren die Nationalmannschaft der Juniorinnen. Das männliche Pendant ist die Chinesische Beachhandball-Nationalmannschaft der Männer.

## Geschichte

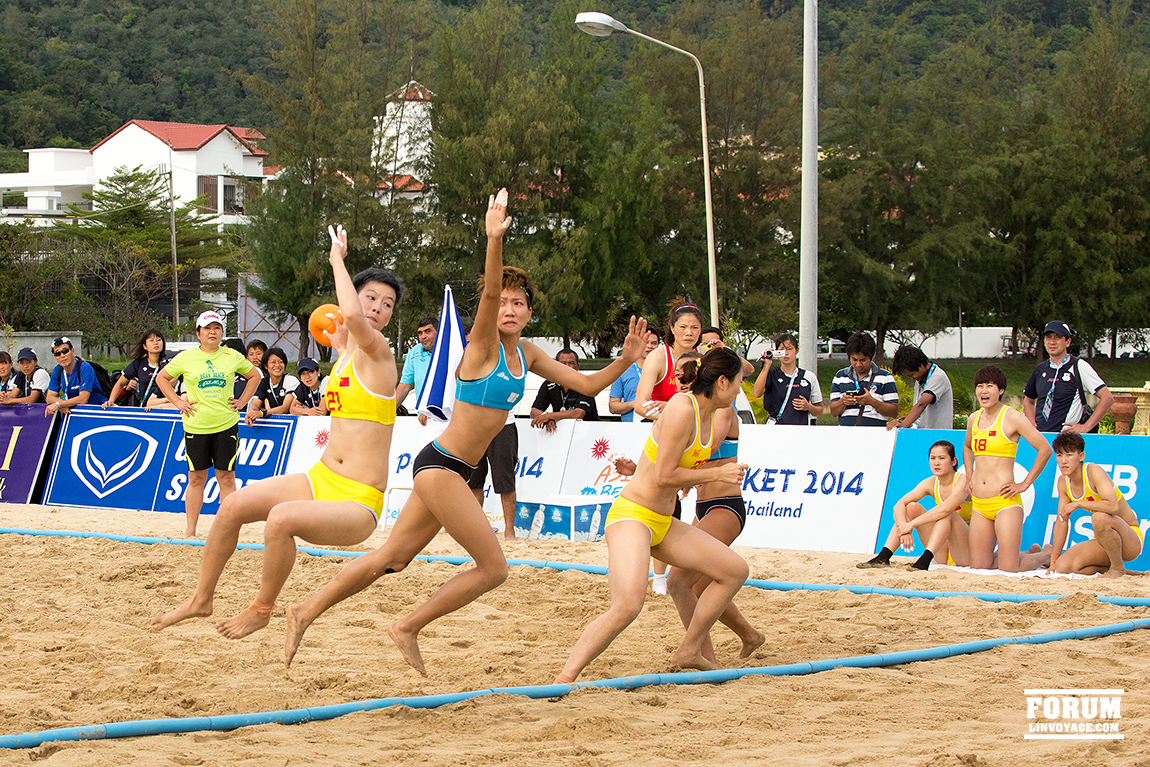
Vorrundenspiel China gegen Hongkong bei den Asian Beach Games 2014

China bildete schon sehr früh für die erste weltweite Meisterschaft, die World Games 2001, die zugleich als inoffizielle Weltmeisterschaften fungierten, eine Nationalmannschaft. Nach einem fünften Rang als asiatische Vertretung unter den sechs teilnehmenden Mannschaften dauerte es bis 2008, dass wieder eine chinesische Frauen-Nationalmannschaft an einer internationalen Meisterschaft, den Weltmeisterschaften, teilnahm und Letzte wurde. Weitaus besser lief es auf kontinentaler Ebene, als China gut drei Monate später bei den ersten Asian Beach Games 2008 den ersten Titel gewann. 2010 und 2012 konnte die Mannschaft diesen verteidigen, bevor sie 2014 mit Rang vier die schlechteste Platzierung in diesem Wettbewerb erreichte.
Auch wenn China bei Weltmeisterschaften, World Games oder World Beach Games anders als die kontinentalen Konkurrenten aus Taiwan, Thailand oder Japan das Halbfinale erreichen konnte, war es kontinental eine der bedeutendsten Kräfte. Die drei Siege bei den Asian Beach Games sind bis heute Rekord, zudem erreichte die Mannschaft bei allen bisherigen Austragungen mindestens das Halbfinale. Bei Asienmeisterschaften gelang 2019 der erste Titelgewinn, wobei es sich noch einmal der in den letzten Jahren immer stärker werdenden Konkurrenz aus Vietnam erwehren konnte. Auch bei Asienmeisterschaften erreichte die Mannschaft bei allen Teilnahmen zumindest das Halbfinale. Neben dem fünften Rang bei den World Games war Platz neun bei der Weltmeisterschaft 2012 und den World Beach Games 2019.

## Teilnahmen
| World Games - 2001: 5. - 2005: nicht eingeladen - 2009: nicht qualifiziert - 2013: nicht qualifiziert - 2017: nicht qualifiziert - 2022: nicht qualifiziert World Beach Games - 2019: 9. - 2023: nicht qualifiziert | Weltmeisterschaften - 2004: keine Teilnahme - 2006: keine Teilnahme - 2008: 12. - 2010: 11. - 2012: 9. - 2014: keine Teilnahme - 2016: keine Teilnahme - 2018: keine Teilnahme - 2020: nicht qualifiziert, ausgefallen - 2022: nicht qualifiziert | Asienmeisterschaften - 2004: keine Teilnahme - 2013: 3. - 2015: keine Teilnahme - 2017: 4. - 2019: 1. - 2022: keine Teilnahme - 2023: gemeldet, zurück gezogen | Asian Beach Games - 2008: 1. - 2010: 1. - 2012: 1. - 2014: 4. - 2016: 2. - 2023: |

- WG 2001: Kader derzeit nicht bekannt

- WM 2008: Kader derzeit nicht bekannt

- ABG 2008[4]: Xie Chenchen • Zhang Tianjie • Zhao Hui • Si Yan • Gong Yan • Hu Chunhui • Zhang Hongli

- WM 2010: Kader derzeit nicht bekannt

- ABG 2010: Xie Chenchen • Li Tingting • Gong Yan • Shen Ping • Zhao Hui • Yao Yingqi • Zheng Dongdong • Du Jijuan • Zhang Tianjie • Yu Aoni

- WM 2012: Jijuan Du • Ling Ma • Yan Si • Tingting Song • Tianjie Zhang • Hui Zhao • Ting Zhou • Lizhen Zhu[5]

- ABG 2012:  Liu Yun • Gong Yan • Shen Ping • Zhao Hui • Sun Laimiao • Huang Hong • Liu Xiaomei • Du Jijuan • Li Yao • Hang Tianjie[6]

- AM 2013:  Ban Chenchen • Zhao Hui • Yao Yingqi • Song Tingting • Zhu Lizhen • Zhou Ting • Du Jijuan • Li Yao • Yu Aoni • Zhang Li[7]

- ABG 2014: Kader derzeit nicht bekannt

- ABG 2016: Li Yao • Shen Ping • Si Yan (TW) • Zhou Ting • Du Jijuan • Zhang Tianjie • Han Xinru • Dong Dandi • Liu Zhiyue • An Xin (TW)[8]

- AM 2017: Kader derzeit nicht bekannt

- AM 2019: Kader derzeit nicht bekannt

- WBG 2019: An Xin (TW) • Wei Xianji • Han Hongyan • Guo Qiuyue • Han Xinru • Du Jijuan • Liu Yuhan (TW) • Liu Zhiyue • Shen Ping • Li Wenyue

## Trainer
| Cheftrainer - 2012: Wu Lijun - 2013: Wu Xiang - 2016: Cheng Qiao & Li Changhai | Co-Trainer |